# Revolução dos Jovens Turcos

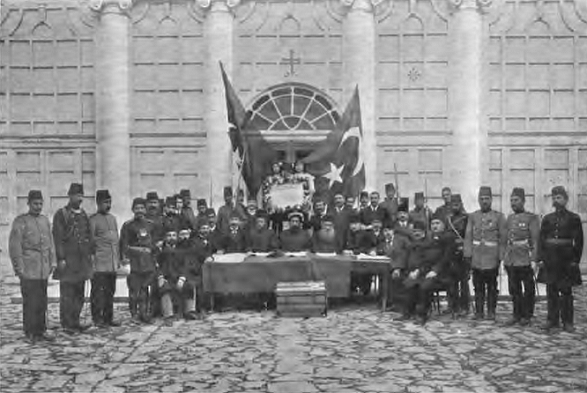
Jovens Turcos declarando a revolução.

A Revolução dos Jovens Turcos, ocorrida em 1908, reverteu a suspensão do parlamento otomano, ordenada pelo sultão Abdulamide II, e que marcou o início da chamada Segunda Era Constitucional na história da Turquia. Um dos marcos da dissolução do império, a revolução surgiu de uma união improvável de pluralistas procurando reformas políticas, nacionalistas pan-túrquicos, secularistas de orientação ocidentalizadas, e todos os outros grupos que colocam no sultão a culpa pelo estado problemático em que se encontrava o império.
A revolução restaurou o parlamento, suspenso pelo sultão em 1878; no entanto, o processo de suplantar as insituições monárquicas com instituições constitucionais e políticas eleitorais não era tão simples e nem envolveu menos derramamento de sangue que uma mudança radical de regime, e as áreas periféricas do império continuaram a se dividir e separar, sob a pressão de revoluções locais.
Analiticamente, consideram-se os genocídios armênio, assírio e grego pôntico — inseridos numa política de homogeneização cultural, limpeza étnica e perseguição político-religiosa ao Cristianismo — como consequências da revolução e da posterior ascensão dos Três Paxás ao poder.